# مردان (فیلم ۱۹۱۸)
مردان (انگلیسی: Men) یک فیلم است که در سال ۱۹۱۸ منتشر شد. از بازیگران آن می‌توان به شارلوت واکر اشاره کرد.